# 清川江駅
清川江駅（チョンチョンガンえき）は朝鮮民主主義人民共和国平安北道博川郡にある、朝鮮民主主義人民共和国鉄道省の駅である。
平義線と亀鳳山線の2路線が乗り入れる。

## 隣の駅
朝鮮民主主義人民共和国鉄道省
平義線
新安州青年駅 - 清川江駅 - 孟中里駅
亀鳳山線
清川江駅 - 松道駅